# Confuciusornithidae
Die Confuciusornithidae sind eine Familie urtümlicher, ausgestorbener Vögel aus der Kreidezeit. Die Familie wurde 1995 nach dem Fund von Confuciusornis in der Jehol-Gruppe im Nordosten Chinas aufgestellt. Inzwischen wurden weitere der Gruppe zugeordnete Fossilien gefunden, darunter der sperlingsgroße Eoconfuciusornis.

## Merkmale
Die Confuciusornithiden hatten einen Hornschnabel, Zähne fehlten. Die Befiederung ist bei einigen Fossilien perfekt erhalten und bedeckt Körper, Hals, Oberschenkel, den vorderen Flügelbereich und den Schwanz mit kurzen Federn. Lange Schwungfedern gab es im hinteren Bereich der Flügel. Die Hälfte der Exemplare, wahrscheinlich die Männchen, trägt am Schwanz zusätzlich zwei extrem verlängerte Federn, die länger als der Körper sind. Das aus sieben verschmolzenen Wirbeln bestehende Kreuzbein bildet ein Synsacrum. Acht bis neun Schwanzwirbel sind zu einem Pygostyl verschmolzen. Verglichen mit Archaeopteryx war das Brustbein größer und hatte einen deutlicheren Kiel. Die Hand besaß noch drei bewegliche Finger, die vermutlich dem Klettern dienten.

## Gattungen
- Changchengornis
- Confuciusornis
- Eoconfuciusornis[1]
- Jinzhouornis[2]